# 郑延昌
郑延昌（9世纪—894年），字光远，中国唐朝官员，唐昭宗年间为宰相。

## 家世
郑延昌生年不详，出自荥阳郑氏。近亲有唐僖宗年间拜为宰相的三重堂兄弟郑从谠。郑从谠的祖父郑余庆在唐德宗年间也为宰相。但郑延昌自己的祖辈却并不特别显赫，曾祖郑申官至金华尉，祖父郑则之官至驍衛兵曹參軍，父郑猗官至抚州刺史。他至少有一兄郑允升和一弟郑延济。
唐懿宗咸通（861年—874年）末年，郑延昌中进士。迁监察御史。

## 效力郑畋和之后的仕途
前宰相郑畋（与郑延昌无亲戚）大约于唐僖宗乾符六年（879年）为凤翔节度使，表郑延昌在其幕府。广明元年（880年），大规模农民军黄巢攻京师长安，迫使僖宗逃往成都，僖宗留郑畋统领京师地区的唐军余部。郑畋让郑延昌调军粮，谕慰诸军。
中和二年（882年）郑畋前去僖宗在成都的行在再度拜相后，擢郑延昌为司勋员外郎、翰林学士。曾兼中书舍人。
光启三年（887年）二月，郑延昌在修奉太庙使任上奏称京城除充大内及正衙外再无殿宇，听闻先有诏旨以少府监大厅权充太庙；获准。六月，郑延昌奉诏修奉太庙。郑延昌奏称“太庙大殿太庙大殿十一室二十三间十一架，功绩至大，计料支费不少；兼宗庙制度，损益重难，今未审依元料修奉，为复别有商量。”
大顺二年（891年），累进兵部侍郎，兼京兆尹判度支。与王涣交好，以王涣充京城招葺制置使，委政于他。当时郑延昌住在太平坊，被呼为太平郑公。

## 拜相前后
僖宗驾崩后，唐昭宗继位。景福元年（892年）三月，郑延昌在户部尚书任上被任为中书侍郎，授宰相衔同中书门下平章事。六月，又兼刑部尚书，加食邑至千户。拜相期间无功。次年（893年）七月，军阀凤翔节度使李茂贞派数百人混在长安市人中纠集数百千人抗议昭宗计划讨伐自己，这些人等候郑延昌及其同僚宰相崔昭纬回家时包围其肩舆抗议，乱投瓦石，迫使他们逃到民家躲避，堂印及朝服都丢了。唐昭宗大怒，捕杀带头之人，坚定了讨伐李茂贞的决心，但反被李茂贞所败。
乾宁元年（894年）五月，因病辞职，罢为右仆射。又拜尚书左仆射，不久卒，但日期不详。

## 延伸阅读
[在维基数据编辑]
 在维基文库阅读此作者作品
 《新唐書·卷182》，出自《新唐書》